# آدولف د مایر

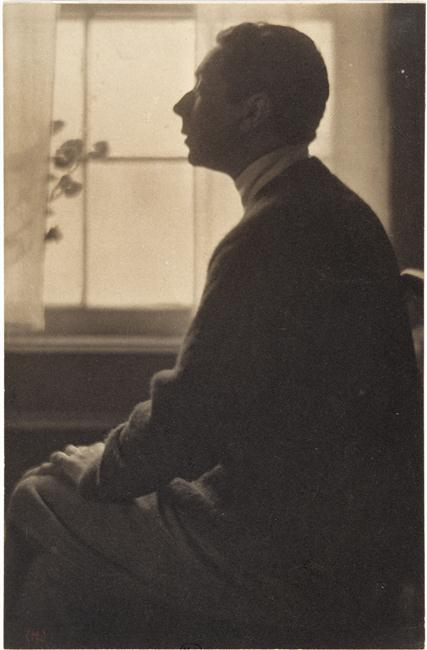
آدولف د مایر، حدود ۱۹۰۴ توسط کلارنس هادسون وایت (۱۸۷۱-۱۹۲۵)

بارون گین د مایر یا آدولف د مایر (به انگلیسی: Adolph de Meyer) عکاس فرانسوی-آلمانی است.

## سبک
بارون گین د مایر جمال دوستی بود که برای قلمروهایی از عکاسی که او را به خود جذب کرد، بیان غنایی تازه‌ای را به ارمغان آورد. نوآوری‌های او سبب دگرگونی عکاسی مد شد و آن را از وسیله سندسازی محض، مبدل به ابزار بیان خلاق کرد. او به پیش پا افتاده‌ترین ترکیب بندی‌های طبیعت بیجان، تلألو می‌بخشید. د مایر مظهر انسانی جاه‌طلب بود که به هر قیمت می‌خواست به اهداف خویش نائل آید و مجدانه در پی ایجاد این پندار بود که در زندگی شحصی و نیز در عکس‌هایش که ظاهری اثیری داشتند، زیبایی وجود دارد که بدون زحمت حاصل آمده‌است.
عقیده پاره‌ای از منتقدان که آثار د مایر را تداعی‌گر موسیقی دانسته‌اند، به نظر منطقی می‌آید. به‌طوری‌که سال‌ها بعد سسیل بیتون او را «دبوسی عکاسی» نامید.

## نگارخانه

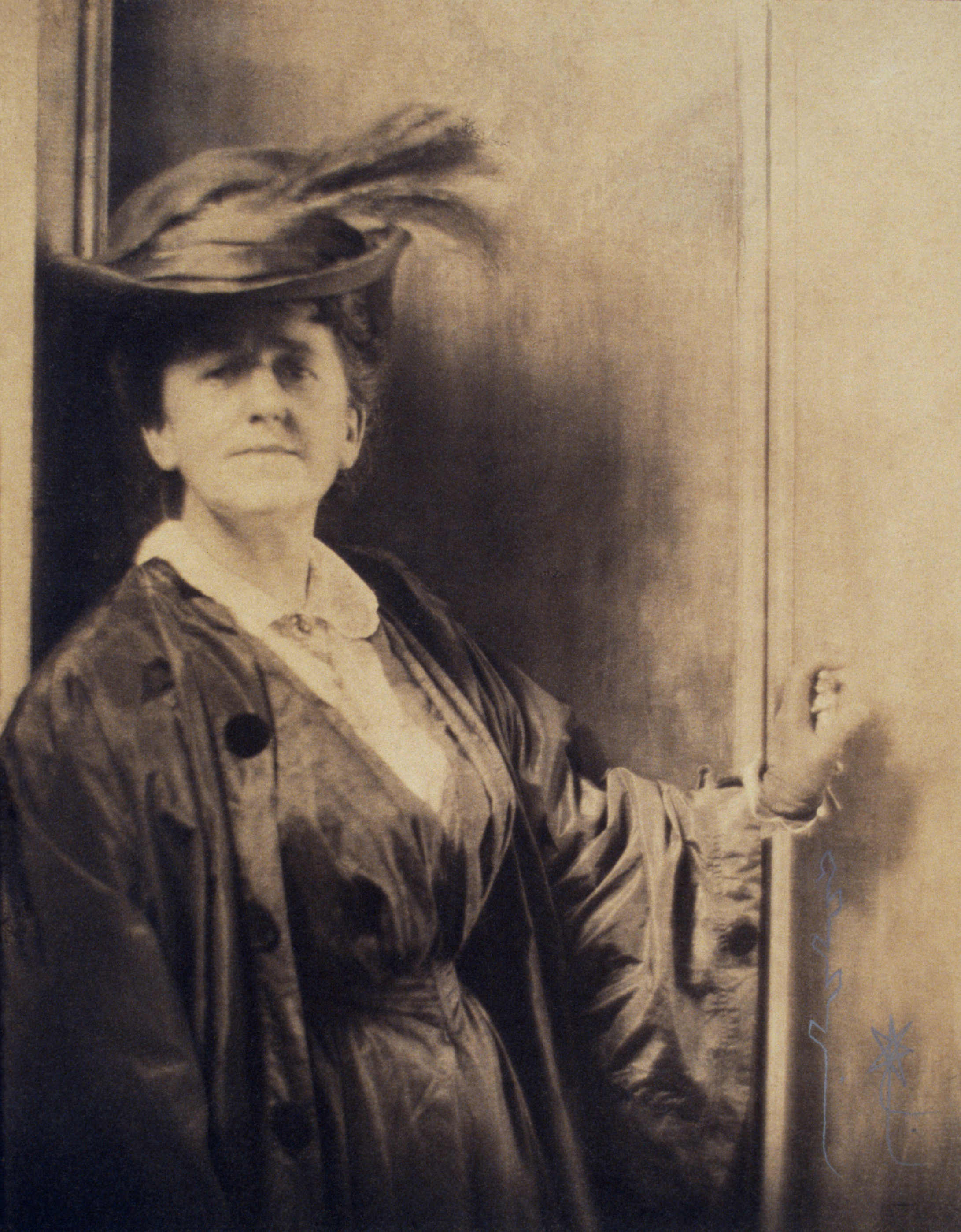
گرترود کاسبیر، حدود ۱۹۰۰
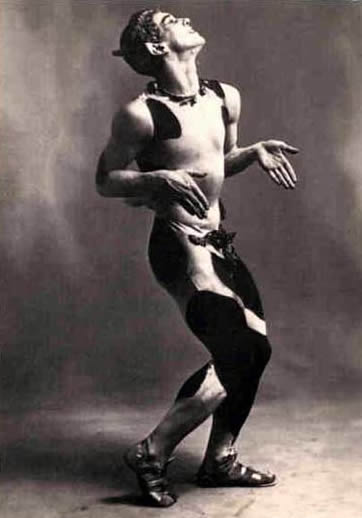
واتسلاو نیژینسکی،  ۱۹۱۲
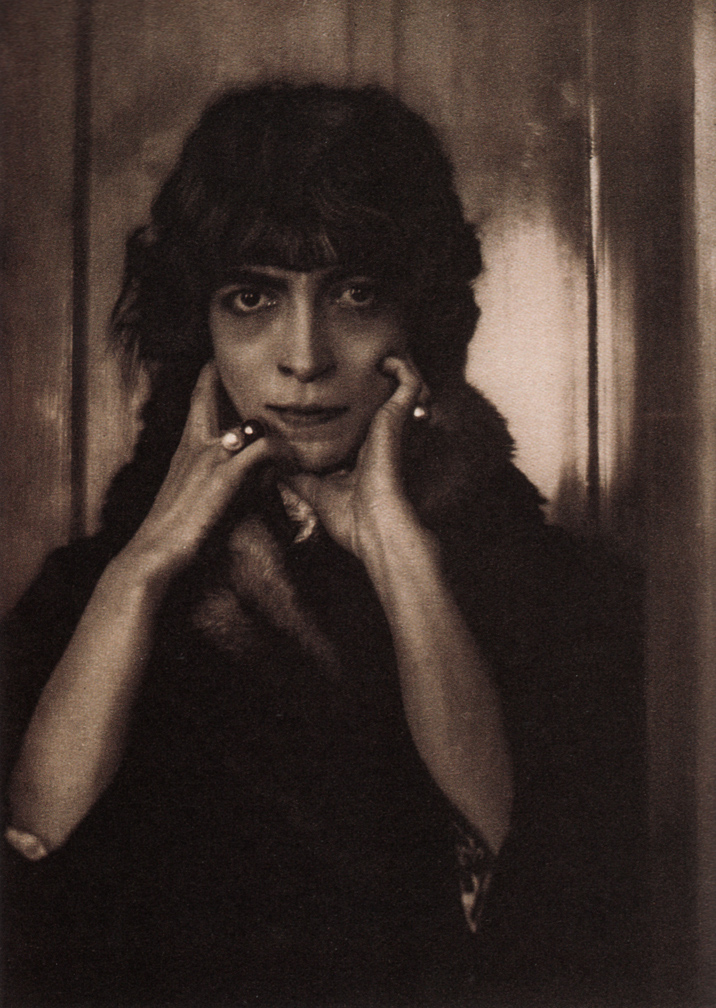
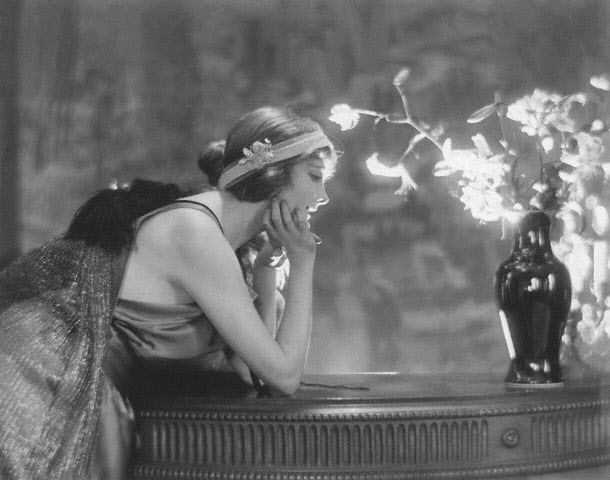
جین ایگلز ۱۹۲۱